# Rollmühle
Rollmühle ist ein Ortsteil der Gemeinde Igling im oberbayerischen Landkreis Landsberg am Lech.

## Geografie
Der Weiler Rollmühle liegt auf der Gemarkung Oberigling circa einen Kilometer westlich von Oberigling direkt am Ostufer der Singold.
Südlich des Weilers verläuft die Bahnstrecke München–Buchloe.

## Geschichte
Rollmühle wird erstmals 1598 genannt.
Im Jahr 1752 wird ein Anwesen erwähnt, dieses gehörte zur Hofmark Igling.